# Езерский, Евгений Васильевич
Езерский Евгений Васильевич — зуборезчик Сызранского завода тяжёлого машиностроения Министерства тяжёлого машиностроения СССР, Куйбышевская область.

## Биография
Родился 14 января 1934 года в рабочем посёлке (ныне – город) Людиново Западной области (ныне — в Калужской области). В 1950 году, в 16 лет, начал трудовую деятельность начал на Сызранском заводе тяжёлого машиностроения в городе Сызрань Куйбышевской области, куда переехал вместе с семьей в 1941 году. Освоил профессии токаря, зуборезчика, быстро стал квалифицированным рабочим, окончил машиностроительный техникум. Через несколько лет опытного рабочего выбрали бригадиром зуборезчиков, и вскоре его коллектив стал одним из лучших на заводе. Указом Президиума Верховного Совета СССР от 3 января 1974 года за выдающиеся успехи в выполнении и перевыполнении планов 1973 года и принятых социалистических обязательств присвоено звание Героя Социалистического Труда с вручением ордена Ленина и золотой медали «Серп и Молот». 
Трудился на заводе до выхода на заслуженный отдых, жил в Сызрани. Умер 18 декабря 2004 года.
Награждён орденами Ленина (03.01.1974), «Знак Почёта» (05.04.1971), медалями, в том числе «За трудовую доблесть» (20.09.1962), почётный гражданин города Сызрань (1977).